# Sybra violata
Sybra violata là một loài bọ cánh cứng trong họ Cerambycidae.